# Jacques Rosay
 (janvier 2012).
Si vous disposez d'ouvrages ou d'articles de référence ou si vous connaissez des sites web de qualité traitant du thème abordé ici, merci de compléter l'article en donnant les références utiles à sa vérifiabilité et en les liant à la section « Notes et références ».
Jacques Rosay, né le 28 mai 1949 à Valréas (Vaucluse) mort le 12 juin 2015 à Toulouse, a été le chef pilote d'essai du constructeur Airbus de 1994 à 2015. Il a effectué le premier vol de plusieurs avions de ligne d'Airbus, y compris l'A318, l'A340-500 et l'A380 (avec Claude Lelaie).
Après sa mort, Airbus lui dédiera toutes ses démonstrations en vol de l'année (notamment celles du salon du Bourget).

## Carrière
Diplômé de l'École de l'air, il effectue une carrière de pilote de chasse. Il rejoint ensuite l'École du personnel navigant d'essais et de réception et sort diplômé en tant que pilote d'essai expérimental. Il travaillera pour Airbus jusqu'à sa mort.
Jacques Rosay avait environ 11 500 heures de vol à son actif, dont 7 500 heures de vols d'essai.